# DeVotchKa

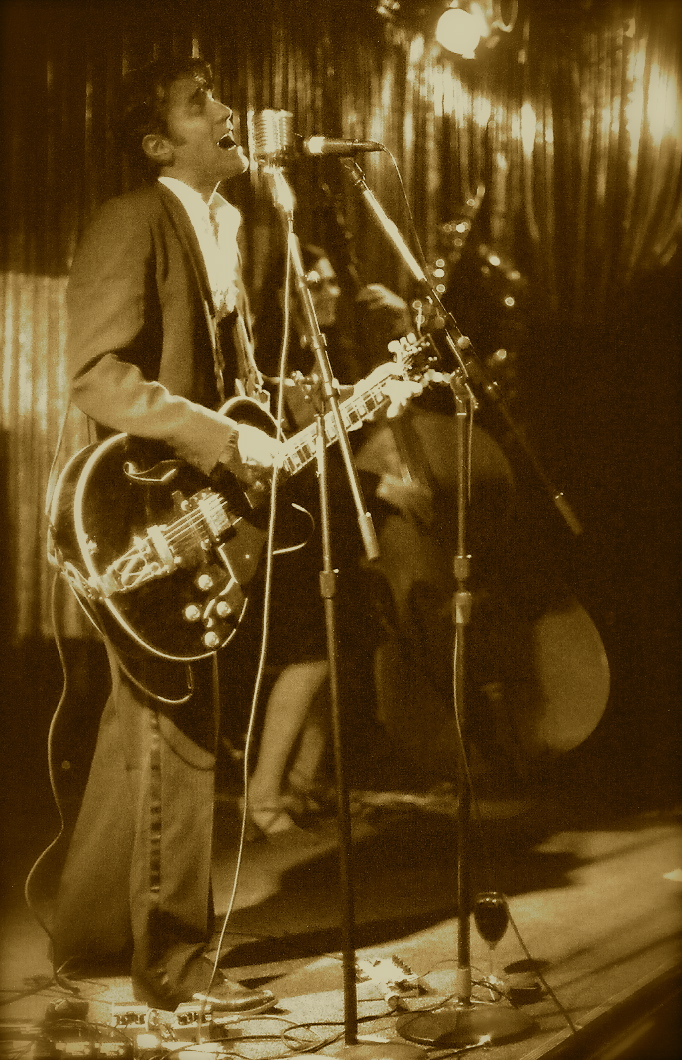
Nick Urata (amb Jeanie Schroder)

DeVotchKa és un conjunt de quatre membres multi-instrumental i vocal. Prenen el seu nom de la paraula russa devochka (девочка), que significa "nena". Amb seu a Denver, Colorado, el quartet està format per Nick Urata, que canta i toca el theremin, la guitarra, el bouzouki, el piano i la trompeta; Tom Hagerman, que toca el violí, l'acordió i el piano; Jeanie Schroder, que canta i toca la tuba, el contrabaix i la flauta; i Shawn King, que toca la percussió i la trompeta. Està associat amb el moviment del Denver Sound.
DeVotchKa és un grup molt difícil de catalogar, ja que utilitzen una gran varietat d'inusuals instruments en la música actual. Per aquest motiu ha rebut les etiquetes més dispars: folk, rock, polca o música de circ.
Originalment eren una banda de xous de burlesque. En els seus primers anys, DeVotchKa també va anar de gira amb la model Dita von Teese. Nombroses gires a nivell nacional i enregistraments fets de manera pròpia els van portar a tenir nombrosos seguidors al món underground.
El grup es va fer conegut per al públic nord-americà en compondre la música per a la pel·lícula Petita Miss Sunshine i ser nominats per un Grammy el 2006.

## Discografia
- SuperMelodrama (2000)
- Triple X Tango (2002)
- Una Volta (2003)
- How It Ends (2004)
- Curse Your Little Heart (EP) (2006)
- Little Miss Sunshine (banda sonora) (2006)
- A Mad & Faithful Telling (2008) No. 29 Independent Albums Chart/ No. 9 Heatseakers (Billboard U.S.)
- I Love You, Philip Morris banda sonora (2009)
- 100 Lovers (2011) No. 74 U.S.
- Ruby Sparks (2012)
- This Night Falls Forever (2018)

Altres aparicions
- Nightmare Revisited - "Overture" (2008)
- Live at KEXP Vol.5 - "How It Ends" (2009)
- Starbuck's Sweetheart - "Hot Burrito No. 1" (2009)
- Songs From The Point ! - Harry Nilsson cover album (2009)